# 神原むつえ
神原 むつえ（こうばら むつえ）は、日本のファッションモデル。本名は神原睦枝（こうばら むつえ）。

## 略歴
岡山県生まれ。
岡山県立総社高等学校家政科に進学し、ファッション造形等について学んだ。高校時代は後輩のたける（東京ホテイソン）と交際していたことを明かしている。
モデルになるため、岡山から毎週大阪に通い、レッスンを受ける。その後上京。
2017年のミス・ユニバースジャパン岡山大会で第3位に入賞。
現在は日本だけでなく、海外のコレクションにも出演。CMや雑誌等でも活躍している。

## 出演

### TV
- 水曜日のダウンタウン

### CM
- クラシエ薬品　「クラシエの漢方」
- リクルートダイレクトスカウト（2022年）

### ポスター・紙媒体等
- 資生堂
- shu uemura
- UNIQLO
- GU
- SONY
- MATSUYA GINZA
- STANSMITH
- cartier

### 雑誌
- WWD
- SPUR
- 装苑
- SNiP STYLe
- PLUG